# Kirkwood (Missouri)
Kirkwood – miasto w Stanach Zjednoczonych, w stanie Missouri, w hrabstwie St. Louis.